# 西班牙社会主义青年
西班牙社会主义青年（西班牙語：Juventudes Socialistas de España，缩写为JSE）是西班牙工人社会党的青年翼，在组织和政治纪律方面享有独立性和自治性。

## 历史
西班牙社会主义青年由托马斯·梅亚维于1903年在毕尔巴鄂创建。1906年4月14日—16日在毕尔巴鄂召开了第一次全代表大会。1908年举行第二届代表大会。1929年5月举行第三次全国代表大会。
1934年—1936年，圣地亚哥·卡里略任总书记。1936年春，该组织与西班牙共产主义青年联盟合并为统一社会主义青年，直到1939年3月10日该组织重建。